# Wahlkreis Wörth am Rhein
Der Wahlkreis Wörth am Rhein (Wahlkreis 52) ist ein Landtagswahlkreis in Rheinland-Pfalz. Er umfasst die verbandsfreie Gemeinde Wörth am Rhein sowie die Verbandsgemeinden Hagenbach, Jockgrim und Rülzheim.
Die Bildung des Wahlkreises wurde durch die Änderung des Landeswahlgesetzes am 26. September 2019 beschlossen, im Zuge der Neuordnung der bisherigen Wahlkreise Zweibrücken (46), Pirmasens-Land (47), Pirmasens (48), Südliche Weinstraße (49), Landau in der Pfalz (50) und  Germersheim (51). Die erste Wahl war die Landtagswahl in Rheinland-Pfalz 2021. 

## Wahl 2021
Bei der Landtagswahl 2021 vom 14. März 2021 entfielen im Wahlkreis auf die einzelnen Wahlvorschläge:
| Direktkandidaten     | Partei           | Wahlkreisstimmen in % | Landesstimmen in % |
| -------------------- | ---------------- | --------------------- | ------------------ |
| Katrin Rehak-Nitsche | SPD              | 27,0                  | 34,5               |
| Martin Brandl        | CDU              | 39,9                  | 29,3               |
| Andreas Wondra       | AfD              | 10,8                  | 11,1               |
| Christian Völker     | FDP              | 5,5                   | 5,9                |
| Pascal Endres        | Grüne            | 8,2                   | 7,7                |
| –                    | Die Linke        | –                     | 1,7                |
| Steffen Weiß         | Freie Wähler     | 8,7                   | 4,9                |
| –                    | Piraten          | –                     | 0,5                |
| –                    | ÖDP              | –                     | 0,5                |
| –                    | Klimaliste       | –                     | 0,6                |
| –                    | Die PARTEI       | –                     | 0,9                |
| –                    | Tierschutzpartei | –                     | 1,7                |
| –                    | Volt             | –                     | 0,8                |

Direkt gewählt wurde Martin Brandl (CDU). Er legte sein Mandat Ende November 2024 nieder. Für ihn rückte Florian Bellaire nach.